# 夢判断
『夢判断』（ゆめはんだん、独: Die Traumdeutung, 英: The Interpretation of Dream）は、1900年に発表された、オーストリアの精神科医ジークムント・フロイトによる「夢」に関する精神分析学の研究である。

## 出版経緯
フロイトは1856年に生まれ、ウィーン大学で医学を学ぶ。脳解剖の専門医としてウィーン総合病院に勤務し、フランスのサルペトリエール病院でも学ぶ。1893年に友人の医師ヨーゼフ・ブロイアーと共同で『ヒステリー研究』を発表する。本書は医師として担当した事例に関する研究の成果であったが、出版当初は評価されなかったために初版600部を完売するために8年間かかった。

## 研究方針
夢についての考察は古代から行われてきたが、心理学的な観点からの研究は多くない。したがって夢の原因についても神学的な説明がなされてきた。やがて心理学的な説明が試みられ、睡眠中の感覚の刺激によって夢にその刺激が反映されるという説明がなされるようになった。しかしフロイトは、この感覚刺激だけではないことを指摘し、夢の内容を精神状態と関連付ける議論をさまざまな事例研究に基づいて展開した。

## 夢の構造
フロイトによれば夢の素材は記憶から引き出されており、その選択方法は意識的なものではなく、無意識的である。したがって一見すると乱雑な夢の内容においても無意識に基づいた統合性が備わっており、さまざまな出来事を一つの物語として連結させるものである。それにはさまざまな狙いがあるが、一般的には夢とは潜在的な願望を充足させるものである。つまり夢は無意識による自己表現であると考えることができる。

## 治療への応用
フロイトは夢において充足させようとする願望がイメージにより曖昧に表現されているかについて注意を払っている。この理由としては願望を明確化することを妨げようとする意識によって夢が歪曲されることを挙げている。意識による夢の検閲を回避するために無意識は願望を間接的な表現を活用するのである。なぜなら、通常では意識的に抑制されるべきと見なされている性欲が夢の中では願望として発動するためである。フロイトは文明社会の成立により人間の本能が制限されているものの、それは消滅したわけではなく、その性欲を夢は暗喩的な表現によって満足させるものと捉えることができると論じる。

## 日本語訳
- 『夢判断』（上下） 新関良三訳 アルス、1930年
- 『夢判斷』 - 『フロイド選集』第11巻、第12巻に収録 高橋義孝訳 日本教文社、1955-57年
- 『夢判断』 - 『フロイト著作集』第2巻に収録 高橋義孝訳 人文書院、1968年
- 『夢判断』（上下）  高橋義孝訳 新潮文庫、1969年 改版2005年
- 『夢判断』 - 『フロイド選集 改訂版』第11巻、第12巻に収録 高橋義孝・菊盛英夫共訳 日本教文社、1969年、改装版1994年
- 『夢解釈』（1・2） -『フロイト全集』第4巻、第5巻に収録 新宮一成訳 岩波書店、2007年
  - 原書第8版の翻訳
- 『夢解釈』（上下） 金関猛訳 中公クラシックス、2012年
  - 原書初版の翻訳
- 『新訳　夢判断』大平健編訳 新潮社〈新潮モダン・クラシックス〉、2019年